# Schlacht bei Rawa Ruska
Kraśnik – Komarów – Złoczów – 
Gnila Lipa – Lemberg – Grodek –
Rawa Ruska
Die Schlacht bei Rawa Ruska am Beginn des Ersten Weltkriegs leitete nahe der Stadt Rawa-Ruska vom 6. bis zum 11. September 1914 die letzte Phase der sogenannten Schlacht in Galizien zwischen Truppen Österreich-Ungarns und dem russischen Kaiserreich ein. Dabei kam es zum folgenreichen Zusammenbruch der k.u.k. 4. Armee des Generals der Kavallerie Moritz Ritter von Auffenberg im Kampf mit der russischen 3. Armee unter General Nikolaj Russki. Durch die Niederlage wurde auch der südlicher angesetzte Gegenangriff der k.u.k. 2. und 3. Armee an der Wereszyca (ein nördlicher Nebenfluss des Dnister) zur Rückeroberung von Lemberg sinnlos, der Großteil Galiziens musste geräumt werden.

## Vorgeschichte

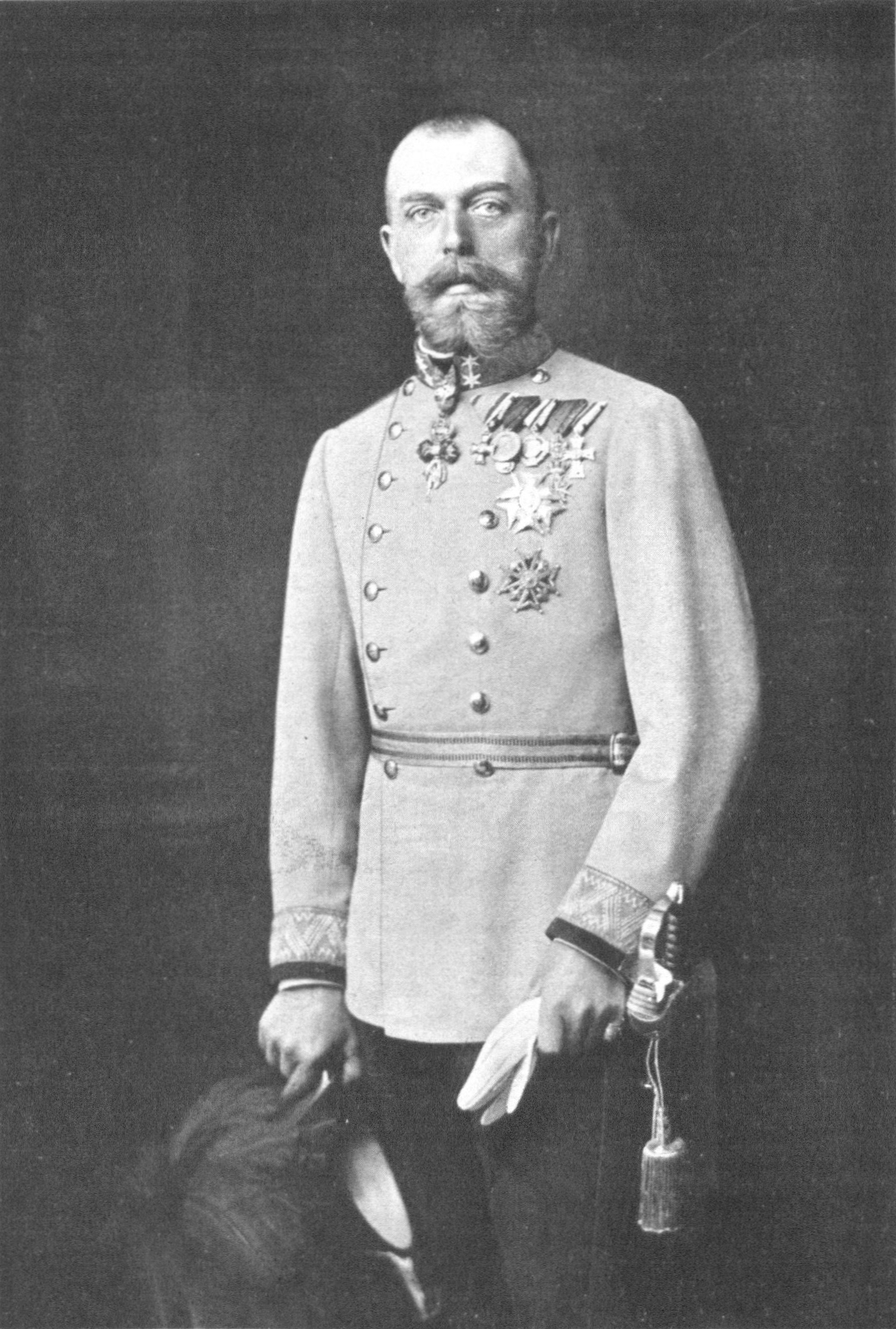
Erzherzog Joseph Ferdinand, Kommandant einer Armeegruppe bei Rawa Ruska

Nachdem die k.u.k. 3. Armee und die Armeegruppe des Generals Kövess in der Schlacht an der Gnila Lipa besiegt waren und sich auf dem Rückzug befanden, musste Lemberg am 2. September geräumt werden.
Der österreichische Generalstabschef Franz Conrad von Hötzendorf entschloss sich noch am 1. September angesichts seiner auf Lemberg zurückflutenden Truppen die 3. Armee in einer Auffangstellung an der Wereszyca zurückzunehmen um die nötige Zeit für eine Umgruppierung und Gegenoffensive zu gewinnen. Dafür befahl er den Führer der 4. Armee, General der Kavallerie Moritz von Auffenberg seine Offensive bei Tomaszow abzubrechen. Der  blutig erkämpfte Sieg in der Schlacht von Komarów war dadurch nutzlos, am 3. September hatte Auffenberg den Befehl erhalten, seine mittleren Korps aus der Front zu lösen und nach Süden umzugruppieren, um den schwerbedrängten rechten Flügel der 3. Armee Rudolf von Brudermann Entlastung zu bringen. Conrad ging von der falschen Annahme aus, dass die Russen nach dem taktischen Sieg bei Komarow an der Nordfront ausreichend geschwächt seien, um das Gros seiner 4. Armee von der nördlichen Front bei Tomaszow herausziehen zu können. Mit diesen umgruppierten Kräften wollte er den westlich Lemberg nachrückenden Gegner erneut in der Flanke fassen und die verlorene Initiative zurückgewinnen. Während dieser Umgruppierung nach Osten bildete sich zwischen der 1. Armee unter General Viktor Dankl und der 4. Armee eine Frontlücke. Diesen Umstand nützte sowohl die russische 5. Armee (General Plehwe) zum erneuten Vorgehen nach Süden, wie auch die 3. Armee (General Russki) zum weiteren Angriff von Osten her gegen Rawa Ruska.

## Aufmarsch bis zum 6. September
Am Huczwa-Abschnitt verblieb der linke und rechte Flügel der k.u.k. 4. Armee mit dem II. und XIV. Korps als neugebildete Armeegruppe Joseph Ferdinand im bisherigen Kampfraum stehen, während General der Kavallerie von Auffenberg die Masse der 4. Armee mit dem  VI., IX. und XVII. Korps nach Südosten auf Rawa Ruska umgruppierte.
Die 8. Infanterietruppendivision des XIV. Korps hatte die Aufgabe die Verbindung zwischen dem nördlicher zurückgehenden II. Korps (4. und 13. Division) (General der Infanterie Blasius Schemua) und der nach Rawa Ruska umgestaffelten 4. Armee aufrechtzuerhalten.
Die von der Abschneidung bedrohte 8. ITD. machte derweil gegen den bei Telatyn durchgebrochenen russischen XXI. Korps Front nach Osten und versuchte am Huczwa-Abschnitt bei Tyszowce standzuhalten.
Günstig für die Österreicher war der Umstand, das das bei Zamosc stehende russische XIX. Korps seinen Vormarsch nach Süden nicht energisch genug aufgenommen hatte. In diesem Abschnitt hielt die 1. Kavallerie-Division nur ungenügend die Verbindung zum X. Korps der k.u.k. 1. Armee aufrecht.
Die k.u.k. 2. Armee war bereits vollständig aus Serbien im Raum Sambor eingetroffen, der Oberbefehlshaber Eduard von Böhm-Ermolli übernahm jetzt neben dem eigenen IV. und VII. Korps auch die Führung der aufgelösten Armeegruppe Kövess. Zusammen mit der nördlicher zwischen Jaworow und Gródek konzentrierten 3. Armee sollte laut den Plänen Conrads ein gemeinsamer Gegenangriff an der Wereszyca versucht werden um Lemberg zurückzuerobern. Oberbefehlshaber der k.u.k. 3. Armee war inzwischen General der Infanterie von Boroevic geworden, der sich mit seinem VI. Korps in der Schlacht bei Komarow bewährt hatte.

## Verlauf der Schlacht

### Zusammenbruch der Armeegruppe Joseph Ferdinand
Am 6. September waren das österreichisch-ungarische XVII., VI. und IX. Korps bis in die Linie Magierow—Wieczbiany gelangt, wo sie sofort auf russischen Widerstand stieß.
Am nördlichen Abschnitt der 4. Armee versuchte die Armeegruppe Joseph Ferdinand vergeblich den Gegner auf den Höhen westlich von Tyszowce aufzuhalten und musste vor dem Druck des russischen XVII. Korps zurückweichen. Sowohl das nördlicher stehende II. Korps (Blasius Schemua), wie auch das XIV. Korps verloren zeitweilig an beiden Flanken die Verbindung zur übrigen Front und erlitt beim Rückzug erhebliche Verluste an Truppen und Material.
Im Rückzugsgefecht bei Hujcze wurde dabei das abgeschnittene Kaiserjäger-Regiment 2 am 6. und 7. September zerschlagen, der Regimentskommandeur Oberst Brosch von Aarenau war dabei gefallen. Südlicher bei Posadow hielt die 2. Kavallerie-Division unter FML Emil von Ziegler lose Verbindung zur 3. Infanterietruppendivision, die südlicher isoliert in den unwegsamen Gebiet zwischen Korczmin und der Solokija positioniert war. Der Divisionsführer FML Roth konnte in den folgenden Tagen nur mit Mühe die Einkesselung seiner Division durch die Umfassung durch das russische XXI. Korps verhindern.
Das Einschwenken des russischen XXI. Korps (33. und 44. Division) unter General der Infanterie Schkinski vom Norden herüber Uhnow drängte das k.u.k. XIV. Korps auf dem vor Rawa Ruska stehende XVII. Korps zurück. Die 4., 10. und 11. Kavallerie-Division hatten im Verband des neu zusammengesetzten Kavalleriekorps Generalmajor Baron Nagy den Raum Zaluze—Wierzbiany zu decken.

### Niederlage der Armee Auffenberg
Der nach Osten in Richtung auf Lemberg angesetzte Flankenstoß des k.u.k. VI. Korps (jetzt unter FML Arz von Straußenburg) im Raum Magierow brachte nicht die erhoffte Entlastung der Lage. Der hier angesetzte Stoß wurde von den Russen mühelos abgewiesen. Das russische XI. Armeekorps (11. und 32. Division) unter General der Kavallerie Sacharow drängte von Osten her weiter gegen Rawa Ruska heran. Das südlicher folgende russische IX. Armeekorps (5. und 42. Division) unter General der Infanterie Schtscherbatschow rannte sich dann aber am Widerstand der k.u.k. 15. und 27. Division bei Magierow fest. Südlich anschließend ging das russische X. Armeekorps (9. und 31. Division) unter General der Kavallerie Sievers bei Wiszenka gegen das k.u.k. IX. Korps (FML Friedel mit der 10., 25. und 26. Division) vor. Noch südlicher besetzte das russische XII. Armeekorps kampflos Janow und stieß erst am folgenden Tag wieder auf die Ende August zurückgegangene Vorhut der k.u.k. 3. Armee.

### Schlachtenfolge ab 8. September
Die Kleinstadt Janow nordwestlich von Lemberg bildete jetzt etwa die Armeegrenze zwischen k.u.k. 3. und 4. Armee, wie ebenso auf gleicher Höhe, die Trennlinie zwischen der nach Westen anstürmenden russischen 3. und 8. Armee. Während die Armeegruppe Joseph Ferdinand im Raum nördlich Rawa Ruska die Front gegenüber dem russischen XVII. und XXI. Armeekorps nach Nordosten und Osten noch halten konnte, brach die Front der südlicher stehenden k.u.k. 4. Armee zusammen.
Die russische 3. Armee setzte am 8. September vom Osten her mit vier Korps gleichzeitig zum entscheidenden Stoß gegen Auffenbergs 4. Armee an. Die im Zentrum stehende k.u.k. 3. Armee versuchte derweil mit dem XI., III. und XII. Korps durch einen verzweifelten Gegenangriff an der oberen Wereszyca die südlich Lemberg vorgehende russische 8. Armee in der Schlacht von Gródek aufzuhalten. General der Infanterie Colerus (k.u.k. III. Korps) setzte die 28. und 6. Division vergeblich bei und südlich von Mszana zum Durchbruch an. Obwohl durch frische Marschbrigaden aus der Festung Krakau verstärkt scheiterte der Versuch am Widerstand des russischen VII. Armeekorps. Nördlich davon scheiterte zur gleichen Zeit das k.u.k. XI. Korps (30. Infanterie- und 44. Schützendivision) vor Janow und Stradez.
Am 9. September versuchte auch die k.u.k. 2. Armee an der unteren Wereszyca durch Gegenangriffe der Korpsgruppe Tersztyánszky den Vormarsch der russischen 8. Armee aufzuhalten. Das IV. Korps drängte das russische XXIV. Armeekorps über den Szczerec-Bach auf die Linie Dornfeld-Szczerec zurück, weiter nördlich stürmte die 35. Division unter FML Krautwald ein flaches Höhengelände bei Mostki. Am rechten Flügel war die Gruppe Karg (38. Honved-Division) bei Terszakow über den Dnjestr gegangen, aber beim Versuch den unteren Szczerec zu überwinden, allein durch das weitreichende Feuer der russischen Besatzung aus dem russischen Brückenkopf bei Mikolajow niedergehalten worden.
Der bröckelnden Front der k.u.k. 3. und 4. Armee drohte von Nordwesten und Südosten her, eine gefährliche Zangenoperation. Das XI. Armeekorps der russischen 3. Armee durchbrach am 11. September die Front des bei Rawa Ruska verteidigenden k.u.k. XVII. Korps (19. und 41. Division) des FML Karl Kritek und zwang die Österreicher zu verlustreichen Rückzugskämpfen. Der seit 8. September geführte Angriff der k.u.k. 3. Armee an der mittleren Werescyca brach ebenfalls verlustreich zusammen, im Gegenstoß überrannten russische Kosakenregimenter die österreichisch-ungarischen Stellungen und operierten bereits im Rücken der zertrümmerten k.u.k. Verbände. Die gesamte österreichische Front in Galizien geriet dadurch in Auflösung. Am 12. September besetzten Truppen des Generals Sacharow die geräumte Kleinstadt Rawa Ruska.

## Folgen
Durch den Sieg der russischen 3. Armee bei Rawa Ruska war Lemberg und Ostgalizien für die Österreicher verloren. Die Niederlage forderte schwere Opfer an Mannschaften und Material, der Rückzug zum San wurde unumgänglich. Um den Vormarsch der russischen Truppen zu behindern, griff das k.u.k. Militär dabei zur Strategie der verbrannten Erde, vernichtete auf ihrem Rückzug systematisch ganze Dörfer und vertrieb deren Bevölkerung, was eine enorme Flüchtlingswelle zur Folge hatte.
Die Schuld für die schwere Niederlage wurde General Auffenberg zugeschrieben, obwohl der Befehl, der 3. Armee zu Hilfe zu kommen, vom Generalstabschef Conrad von Hötzendorf selbst gekommen war, der die Probleme des teilweise sumpfigen Geländes völlig in seiner Planung vernachlässigt hatte. Der Oberbefehl über die 4. Armee wurde schließlich an Erzherzog Joseph Ferdinand übertragen.
Die Mittelmächte konnten die Stadt Rawa-Ruska erst nach der Durchbruchsschlacht von Gorlice-Tarnow am 21. Juni 1915 zurückerobern.